# Saint-Jean-de-Soudain
Saint-Jean-de-Soudain är en kommun i departementet Isère i regionen Auvergne-Rhône-Alpes i sydöstra Frankrike. Kommunen ligger i kantonen La Tour-du-Pin som tillhör arrondissementet La Tour-du-Pin. År 2022 hade Saint-Jean-de-Soudain 1 698 invånare.

## Befolkningsutveckling
Antalet invånare i kommunen Saint-Jean-de-Soudain
Referens:INSEE